# Tříkrálová sbírka

Logo pořadatele Tříkrálové sbírky Charity ČR

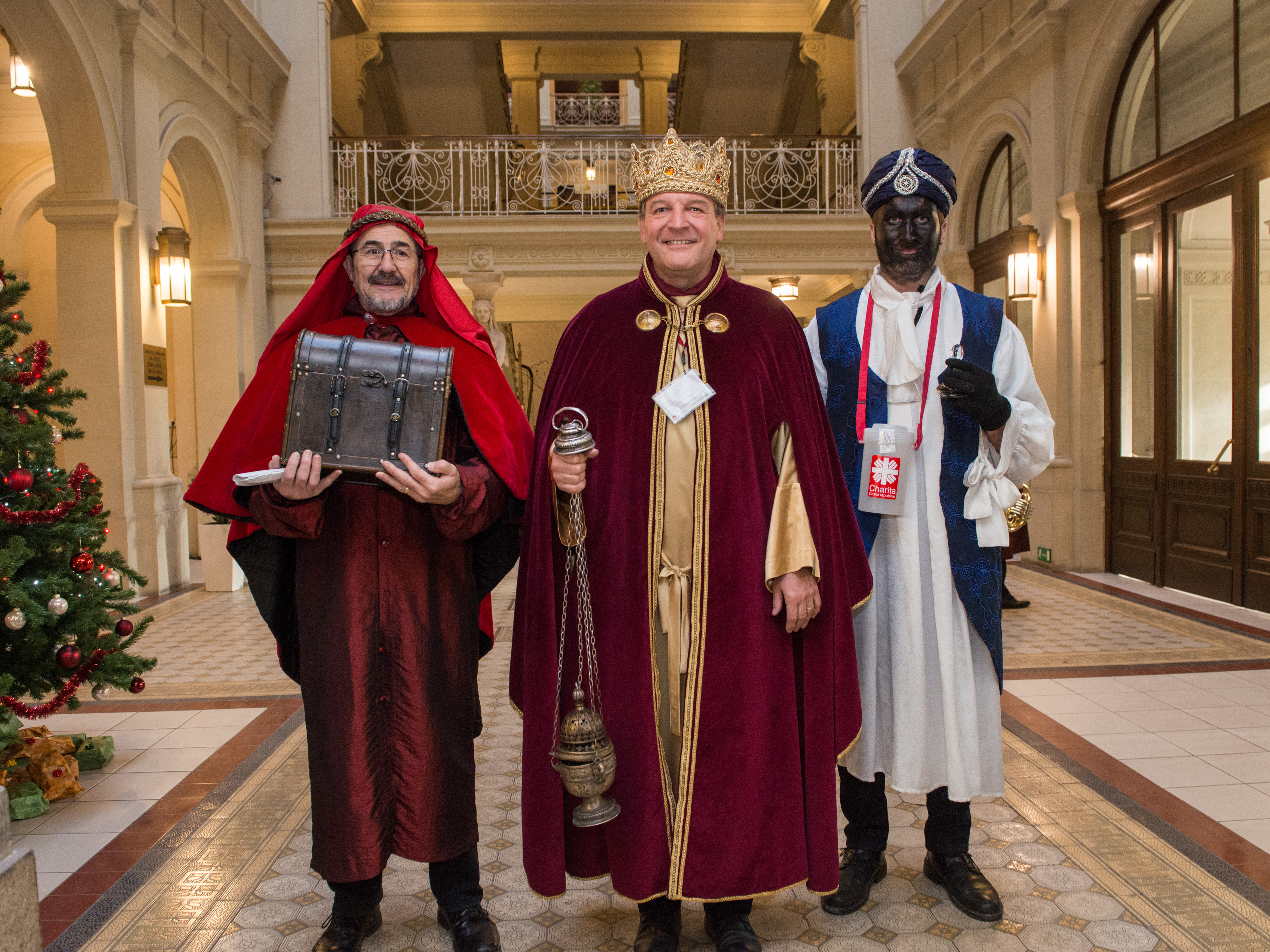
Tři králové v budově Krajského úřadu Jihomoravského kraje (2018)

Tříkrálová sbírka je akce organizovaná Charitou Česká republika a v ní sdruženými lokálními charitami. Akce navazuje na tradici koledování na Tři krále (tj. 6. ledna) a má charakter celonárodní sbírky, jejímž hlavním účelem je především na pomoc nemocným, handicapovaným, seniorům, matkám s dětmi v tísni a dalším sociálně potřebným skupinám lidí a to zejména v regionech, kde sbírka probíhá. Nejméně desetina výnosu sbírky je každoročně určena také na humanitární pomoc do zahraničí.

## Průběh sbírky
Dary od obyvatel vybírají koledníci organizovaní do skupinek ve dnech 1.–14. ledna, přičemž jejich obvyklé uspořádání představují tři koledníci v dětském věku coby tři králové a jejich dospělý doprovod vybavený od pořádající charity průkazem koledníka (průkaz je reakcí na skupinky falešných koledníků, kteří se na sbírce přiživovali). Skupina je vybavena zapečetěnou kasičkou s logem Charity.
Do sbírky lze přispět i přímo na účet charity a dárcovskými SMSkami, u příležitosti sbírky se pořádají též různé charitativní koncerty a další akce. V roce 2019 bylo možné poprvé přispět bezhotovostní platbou. Sto skupin koledníků mělo k dispozici speciální platební terminály.

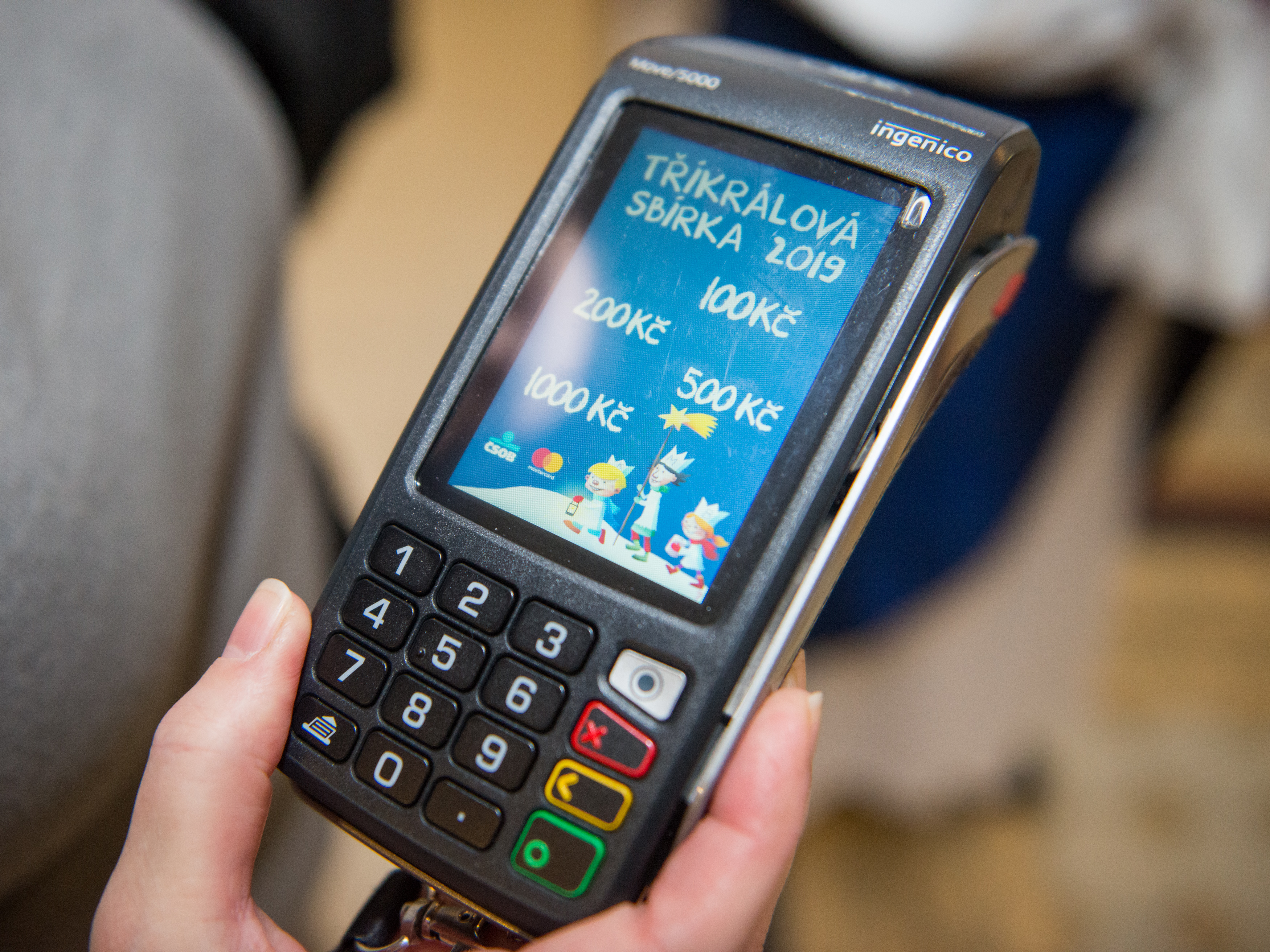
Tříkrálová sbírka 2019 - platba kartou

Tříkrálová sbírka je největší dobrovolnickou akcí v České republice. Koled se účastnívá kolem 40 tisíc dobrovolníků, přičemž v roce 2009 se jí zúčastnilo téměř 50 tisíc dobrovolníků.
Na mnoha místech ČR (například Brno, Břeclav, Bučovice, Hodonín, Náměšť nad Oslavou, Rousínov, Slavkov u Brna, Tišnov) uvozuje tříkrálovou sbírku Tříkrálový průvod, kdy tři králové například vyjíždějí k živému betlému a zní koledy. Tato tradice má původ ve Španělsku, v Česku se rozšířila v 90. letech 20. století i díky španělskému knězi Albertovi Giraldovi Cidovi.

## Novodobá historie
První takováto sbírka v novodobé historii proběhla v roce 2000 na území olomoucké arcidiecéze, iniciátorem sbírky byl moravský metropolita arcibiskup Jan Graubner. Následující rok byla pro velký úspěch zorganizována na celém území České republiky. Od té doby probíhá celostátně každý rok, přičemž nejvíce peněz se zatím vždy vybralo v olomoucké arcidiecézi.

### Výnosy
Výnosy dle oficiálních výsledků sbírky vyhlášených Charitou:
- 2000: 8 414 699 Kč (pouze na území olomoucké arcidiecéze)
- 2001: 31 925 317 Kč
- 2002: 37 049 171 Kč
- 2003: 42 793 918 Kč
- 2004: 44 684 188 Kč
- 2005: 62 268 543 Kč
- 2006: 54 676 842 Kč
- 2007: 58 145 888 Kč
- 2008: 60 213 905 Kč
- 2009: 65 017 310 Kč
- 2010: 68 715 338 Kč[11]
- 2011: 72 711 009 Kč[12]
- 2012: 75 256 532 Kč
- 2013: 76 972 556 Kč[12]
- 2014: 82 752 129 Kč[13]
- 2015: 89 306 977 Kč[14]
- 2016: 97 651 016 Kč[15]
- 2017: 104 425 895 Kč [16]
- 2018: 116 305 402 Kč [17]
- 2019: 119 184 663 Kč [18]
- 2020: 133 803 733 Kč
- 2021: 81 476 288 Kč (pandemie covidu-19)
- 2022: 141 438 493 Kč
- 2023: 161 956 590 Kč[19]
- 2024: 175 724 609 Kč[20]